# Филиппины на зимних Олимпийских играх 2018
Филиппины на зимних Олимпийских играх 2018 года были представлены 2 спортсменами в 2 видах спорта.

## Состав сборной
Горнолыжный спорт
1. Аса Миллер

 Фигурное катание
1. Майкл Кристиан Мартинес

## Результаты соревнований

### Коньковые виды спорта

#### Фигурное катание
Большинство олимпийских лицензий на Игры 2018 года были распределены по результатам выступления спортсменов в рамках чемпионата мира 2017 года. По его итогам сборная Филиппин не смогла завоевать ни одной лицензии. Для получения недостающих олимпийских квот необходимо было успешно выступить на турнире Nebelhorn Trophy, где нужно было попасть в число 4-6 сильнейших в зависимости от дисциплины. По итогам трёх дней соревнований спортсменам Филиппин снова не удалось завоевать лицензий — Майкл Кристиан Мартинес занял только 8-е место в мужском одиночном катании. Однако в январе 2018 года от своей квоты отказалась Швеция, после чего Международный союз конькобежцев перераспределил её в пользу Филиппин.
| Соревнование              | Спортсмены              | Короткая программа | Короткая программа | Произвольная программа | Произвольная программа | Всего        | Всего |
| Соревнование              | Спортсмены              | Сумма баллов       | Место              | Сумма баллов           | Место                  | Сумма баллов | Место |
| ------------------------- | ----------------------- | ------------------ | ------------------ | ---------------------- | ---------------------- | ------------ | ----- |
| мужское одиночное катание | Майкл Кристиан Мартинес | 55,56              | 28                 | завершил выступление   | завершил выступление   | 55,56        | 28    |

### Лыжные виды спорта

#### Горнолыжный спорт
Квалификация спортсменов для участия в Олимпийских играх осуществлялась на основании специального квалификационного рейтинга FIS по состоянию на 21 января 2018 года. При этом НОК для участия в Олимпийских играх мог выбрать только того спортсмена, который вошёл в топ-500 олимпийского рейтинга в своей дисциплине, и при этом имел определённое количество очков, согласно квалификационной таблице. Страны, не имеющие участников в числе 500 сильнейших спортсменов, могли претендовать только на квоты категории «B» в технических дисциплинах. По итогам квалификационного отбора сборная Филиппин завоевала олимпийскую лицензию категории «B» в мужских соревнованиях, благодаря успешным выступлениям Асы Миллера.
Мужчины
| Соревнование      | Спортсмены | Скоростной спуск/ 1 спуск | Скоростной спуск/ 1 спуск | Слалом/ 2 спуск | Слалом/ 2 спуск | Всего   | Место | Отставание |
| Соревнование      | Спортсмены | Время                     | Место                     | Время           | Место           | Всего   | Место | Отставание |
| ----------------- | ---------- | ------------------------- | ------------------------- | --------------- | --------------- | ------- | ----- | ---------- |
| гигантский слалом | Аса Миллер | 1:27,52                   | 81                        | 1:22,43         | 68              | 2:49,95 | 70    | +31,91     |